# Quiz Show
Pour plus de détails, voir Fiche technique et Distribution.
Quiz Show est un film américain réalisé par Robert Redford et sorti en 1994. Il s'inspire des mémoires Remembering America: A Voice From the Sixties de Richard N. Goodwin.

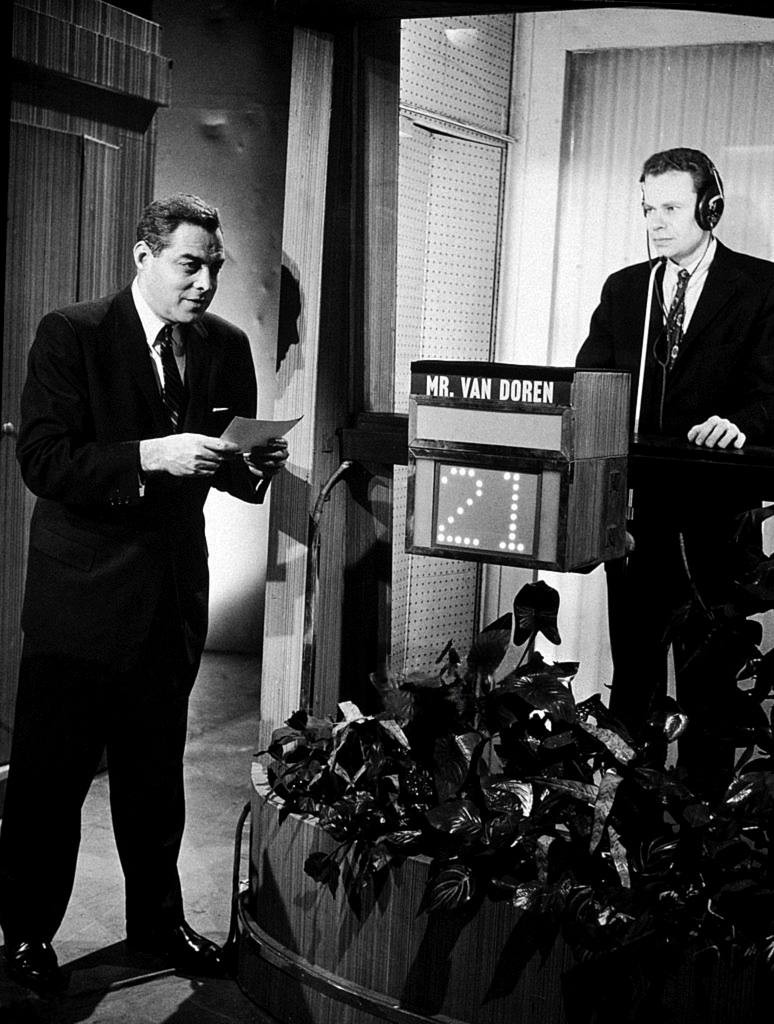
Charles Van Doren dans son isoloir durant le jeu télévisé Twenty One avec l'animateur Jack Barry en 1957.

Le film revient sur les scandales des jeux télévisés des années 1950 (en) en se focalisant sur celui du Twenty One (en), avec l'ascension et la chute du concurrent populaire Charles Van Doren à la suite de la défaite truquée de Herb Stempel (en), et l'enquête de Richard Goodwin. Celui-ci est également coproducteur du film. Il a reçu des critiques généralement positives et a été nommé pour plusieurs prix, dont l'Oscar du meilleur film et plusieurs Golden Globes. Il est cependant un échec au box-office, ne rapportant que 24,8 millions $ pour un budget de 31 millions $.

## Synopsis
Fin des années 1950 aux États-Unis, Twenty One (en) est un jeu télévisé où les candidats doivent répondre à des questions de culture générale. Le vainqueur gagne une somme d'argent et peut revenir à l'émission suivante. Les producteurs se rendent compte que l'audience est meilleure lorsque le même candidat gagne plusieurs fois. Ils donnent alors les réponses à l'avance pour assurer de bonnes audiences.
Lorsque l'audience stagne avec Herbert Stempel, qui gagne depuis plusieurs semaines, le producteur décide de passer à un autre candidat, en accord avec le sponsor de l'émission. Il trouve Charles Van Doren, issu d'une des plus grandes familles d'intellectuels du pays. Il est demandé à Herbert de perdre sur une question très facile. Herbert Stempel s'exécute, mais garde de la rancœur.
Herbert porte le cas devant la justice, mais le juge annule la procédure et les conclusions ne sont pas publiées. Cette affaire attire l'attention de Richard « Dick » Goodwin, qui travaille à la Sous-Commission de contrôle de la législation. Il part alors enquêter à New York, où se tourne l'émission.
L'émission Twenty One réalise d'excellentes audiences avec Charles. L'enquête de Dick patine, jusqu'à ce qu'il visionne une ancienne émission dans laquelle le présentateur réagit en deux temps : il estime d'abord que la réponse du candidat est incorrecte, avant de réaliser avec étonnement que la réponse est juste. Dick comprend qu'il était prévu que le candidat perde sur cette question, mais qu'il a préféré répondre correctement. Il retrouve le candidat, qui lui donne alors une enveloppe cachetée et datée qui contient les questions avant que l'émission ait lieu, ce qui prouve la supercherie.
L'affaire est portée devant la justice, Herbert explique à quel point les émissions étaient préparées : on lui apprenait la manière d'hésiter, de se mordre la lèvre, de soupirer, d'essuyer sa transpiration… Charles comparaît également, il avoue à son tour que le jeu était truqué. Le producteur de l'émission reconnaît également le trucage, mais nie l'implication des autres personnes, notamment le sponsor, ce qui lui permet de rester en bons termes avec le monde de la télévision.

## Fiche technique
Sauf indication contraire, les informations mentionnées dans cette section peuvent être confirmées par la base de données cinématographiques IMDb,  présente dans la section « Liens externes ».
- Titre original et français : Quiz Show
- Réalisation : Robert Redford
- Scénario : Paul Attanasio, d'après le livre Remembering America: A Voice From the Sixties de Richard N. Goodwin
- Musique : Mark Isham
- Photographie : Michael Ballhaus
- Montage : Stu Linder
- Décors : Jon Hutman (en)
- Production : Michael Jacobs, Julian Krainin (de), Michael Nozik (en), Robert Redford, Richard N. Goodwin, Jeff McCracken (en), Gail Mutrux (en), Richard Dreyfuss, Judith James et Frederick Zollo (en)
- Société de production : Hollywood Pictures
- Distribution :
- Budget : 31 000 000 $
- Pays de production :  États-Unis
- Langue originale : anglais
- Format : couleurs - 1,37:1 - Dolby - 35 mm
- Genre : drame historique
- Durée : 133 minutes
- Dates de sortie :
  - États-Unis : 14 septembre 1994
  - Canada : 23 septembre 1994
  - France : 15 février 1995

## Distribution
- John Turturro (VF : Didier Brice) : Herb Stempel (en)
- Rob Morrow : Richard « Dick » Goodwin
- Ralph Fiennes : Charles Van Doren
- Paul Scofield : Mark Van Doren (en)
- David Paymer (VF : Bernard-Pierre Donnadieu) : Dan Enright
- Hank Azaria : Albert Freedman
- Christopher McDonald (VF : Olivier Hémon) : Jack Barry
- Johann Carlo (en) : Toby Stempel
- Elizabeth Wilson : Dorothy Van Doren (en)
- Allan Rich : Robert Kintner (en)
- Mira Sorvino : Sandra Goodwin
- George Martin : le président
- Paul Guilfoyle : Lishman
- Griffin Dunne : le comptable
- Michael Mantell : Pennebaker
- William Fichtner : un manager de plateau de NBC

Caméos
- Ethan Hawke : un étudiant
- Calista Flockhart : une fille de Barnard College
- Martin Scorsese : Martin Rittenhome
- Barry Levinson : Dave Garroway
- Mario Cantone : un fan de Charles Van Doren qui le surprend à téléphoner d'une cabine publique
- Douglas McGrath : Snodgrass

## Production
Le scénario de Paul Attanasio s'inspire des mémoires de Richard N. Goodwin, un homme politique américain ayant enquêté sur des suspicions de triche dans le jeu télévisée Twenty-One. La réalisation du film est d'abord proposée à Steven Soderbergh, Tim Robbins est alors envisagé dans le rôle de Charles Van Doren.
William Baldwin a passé des essais filmés pour le rôle de Charles Van Doren. Christopher Eccleston a lui auditionné pour le rôle.
Le tournage a lieu à New York (université Fordham, Bronx, Roosevelt Hotel, ...), à Jersey City dans le New Jersey ainsi qu'à Washington.

## Sortie et accueil

### Sortie française
La sortie française, initialement prévue pour décembre 1994, a été retardée à cause de la grève des comédiens de doublage. Par ailleurs, c'est l'un des seuls films étrangers qui a eu un doublage français à ce moment, alors que d'autres films étaient doublés en Belgique ou au Québec[réf. nécessaire].

### Accueil critique
Sur l'agrégateur américain Rotten Tomatoes, le film récolte 96 % d'opinions favorables pour 57 critiques et une note moyenne de 8,2⁄10. Le consensus suivant résume les critiques compilées par le site : « Robert Redford réfracte les problèmes sociopolitiques et moraux posés par le sujet à travers une lentille purement divertissante et bien jouée ». Sur Metacritic, il obtient une note moyenne de 92⁄100 pour 27 critiques.
Le célèbre critique américain Roger Ebert classe le film parmi les meilleurs de l'année 1994.

### Box-office
Quiz Show récolte 24 822 619 $ au box-office nord-américain. En France, il totalise 496 357 entrées

## Distinctions
(en) Récompenses pour Quiz Show sur l’Internet Movie Database

### Récompenses
- Prix du meilleur film, lors des New York Film Critics Circle Awards 1994.
- Prix du meilleur scénario adapté d'une œuvre existante lors des BAFTA Awards 1995.

### Nominations
- Nomination à l'Oscar du meilleur film, meilleur réalisateur, meilleur scénario adapté d'une œuvre existante et meilleur second rôle masculin (Paul Scofield) en 1995.
- Nomination au Golden Globe du meilleur film dramatique, meilleur réalisateur de long métrage, meilleur scénario et meilleur second rôle masculin (John Turturro) en 1995.
- Nomination au prix du meilleur film et meilleur second rôle masculin (Paul Scofield), lors des BAFTA Awards 1995.